# Louis De Clercq
Pour les articles homonymes, voir De Clercq.
Louis Constantin Henri François Xavier De Clercq, né le 24 décembre 1837 à Paris et mort le 27 décembre 1901 à Oignies, est un industriel, photographe et homme politique français.

## Biographie
Fils de Louis François-Xavier de Clercq et de Henriette Crombez, il est très tôt passionné par l'archéologie et la photographie. En 1859, il obtient de partir sur une mission en Syrie, en collaboration avec l'archéologue Emmanuel Guillaume Rey, dans le but d'étudier les châteaux forts des croisés.
Après quelques mois de travail commun, De Clercq quitta la mission et continua son périple. Il rentra en France après avoir photographié Jérusalem, l'Égypte et l'Espagne.
Il entre, dans les années 1860, au conseil d'administration de la Compagnie des mines de Dourges, fondée par sa mère en 1852. Il va donner à la compagnie son essor qui intervient dans le contexte de la croissance exceptionnelle du bassin minier du Pas-de-Calais qui devient en 1878, le premier producteur français de charbon (bassin minier du Nord-Pas-de-Calais).
Louis de Clercq jouit d'une grande fortune et vit entre son château d'Oignies et Paris. Il a deux passions en dehors des affaires : la politique et la collection d'objets d'arts.
Maire d'Oignies de 1871 jusqu'à son décès en 1901,  et conseiller général du canton de Carvin, il est élu député du Pas-de-Calais à l'Assemblée nationale le 8 février 1871, dans la 2e circonscription de Béthune. Siégeant à droite avec la majorité conservatrice et monarchiste, catholique fervent, il se range parmi les adversaires les plus ardents de la forme républicaine et tente dans les années 1870-1880 d'enrayer l'implantation de ce régime dans le Pas-de-Calais.
Battu en 1876, il obtient sa réélection le 14 octobre 1877, avec l'appui officiel du gouvernement du Seize-Mai, puis le 4 octobre 1885. Il est battu en 1889 par son rival républicain André Desprez, et de nouveau battu lors de l'élection partielle de 1891 face à Émile Basly. Cette défaite porte une symbolique forte : le « député-mineur » bat le grand propriétaire conservateur, héritier de la fondatrice de l'exploitation minière dans le département. 
En 1889, il commence le catalogue de sa remarquable collection d'objets d'art, constituée particulièrement d'antiquités orientales provenant de Chaldée, d'Assyrie, de l'île de Chypre. À sa mort son neveu et héritier Henri Louis de Boisgelin lèguera , selon le souhait de Louis de Clercq, sa collection au Louvre et au Cabinet des Médailles de la Bibliothèque nationale.
Il épouse en premières noces Henriette Marie Ghislaine Aimée Crombez, la fille de Louis Crombez. Veuf, il épouse en secondes noces Jeanne Esther Marie Joséphine de Rémond de Montmort, fille du marquis Raymond de Rémond de Montmort.

## Œuvres dans les collections publiques
- Société française de photographie
- Bibliothèque nationale de France
- Musée français de la photographie
- Musée d'art moderne de San Francisco

## Publications
- Six albums de ses voyages, en cinq volumes composés de 222 calotypes sur les voyages en Orient et en Espagne de 1859 à 1860, tirages sur papier albuminé d'après des négatifs sur papier ciré[3].